# Chabás
Chabás è una città del dipartimento di Caseros, provincia di Santa Fe, in Argentina. Dista 80 km da Rosario e 30 km da Casilda (capoluogo del dipartimento). Si trova sul lato della Ruta Nacional 33, a 7 km dall'incrocio con la Ruta Nacional 178, che collega con la città di Pergamino, dalla quale dista 115 km.